# Sławomir Szwedowski
Sławomir Szwedowski (1928 - 21 mars 2000) est un économiste polonais, professeur à l'Académie polonaise des sciences.

## Biographie
Sławomir Szwedowski est diplômé en 1954 de l'école des hautes études commerciales de Varsovie. Il reçoit le titre de professeur de sciences économiques en 1988. Jusqu'en 1990, il est directeur des affaires financières à l'Institut d'économie de l'Académie polonaise des sciences. De 1994 à 1997, il est le directeur des affaires scientifiques de l'institution.
Il est également membre du conseil scientifique de l'Institut des sciences économiques de l'Académie polonaise des sciences.
Il est enterré à Varsovie au cimetière de Powązki.

## Publications
Sławomir Szwedowski publie de nombreux articles, notamment dans les revues Gospodarka Polski (L'économie polonaise) et Studia Ekonomiczne (Études économiques). 
- (pl) Analiza ekonomiczna postępu technicznego [« Analyse économique du progrès technique »], Varsovie, PTE, 1971, 1974
- (pl) Efektywność postępu naukowo-technicznego: metody oceny [« L'efficacité du progrès scientifique et technologique »], Varsovie, PWN, 1976
- (pl) Metody oceny ekonomicznej efektywności postępu naukowo-technicznego w niektórych krajach socjalistycznych oprac [« Méthodes d'évaluation de l'efficacité économique du progrès scientifique et technique dans certains pays socialistes »], Varsovie, Bolesław Filipiak, Sławomir Szwedowski; CINTE OIC, 1981
- (pl) Polityka i ekonomika postępu naukowo-technicznego [« Politique et économie du progrès scientifique et technologique »], Varsovie, Państw. Wydaw. Ekonomiczne, 1986, 245 p. (ISBN 9788320805574, présentation en ligne)
- (pl) Problemy postępu technicznego [« Problèmes du progrès technique »], Katowice, Polskie Towarzystwo Ekonomiczne, Dyrekcja Szkolenia Ekonomicznego, 1976
- (pl) Rola rachunku ekonomicznego w integrowaniu działań w cyklu nauka - produkcja (referat na konferencję Pozatechniczne uwarunkowania procesów innowacyjnych) [« Le rôle du calcul économique dans l'intégration des activités dans le cycle de production scientifique (article pour la conférence Conditions non techniques des processus innovants ) »], Towarzystwo Naukowe Organizacji i Kierownictwa, Oddział w Łodzi
- (pl) Racjonalność i skuteczność mechanizmów sterowania postępem naukowo-technicznym, red. nauk [« Rationalité et efficacité des mécanismes de contrôle du progrès scientifique et technologique »], Wrocław, Szwedowski Sławomir, 1991
- (pl) Zastosowanie rachunku macierzowego do badania ekonomicznej efektywności procesów technologicznych : na przykładzie metalurgii żelaza i stali [« Application du calcul matriciel à l'étude de l'efficacité économique des procédés technologiques : sur l'exemple de la sidérurgie »], Varsovie, Ministère de l'industrie lourde, 1967